# Aeropuerto de Bancasi
El Aeropuerto de Bancasi (en tagalo: Paliparan ng Bancasi; en cebuano: Tugpahanan sa Bancasi)  (IATA: BXU, ICAO: RPME) también conocido como Aeropuerto de Butuan; es un aeropuerto que sirve el área general de la ciudad de Butuan, ubicada en la provincia de Agusan del Norte en Filipinas. Es el único aeropuerto en la provincia y el más grande en la región de Caraga . El aeropuerto está clasificado como aeropuerto línea troncal o un aeropuerto comercial principal, por la Oficina de Transporte Aéreo , un organismo del Departamento de Transportes y Comunicaciones que se encarga de las operaciones  no solo de este aeropuerto , sino también de todos los otros aeropuertos en Filipinas con excepción de los principales aeropuertos internacionales.
El Departamento de Transportes y Comunicaciones de Filipinas anunció que el aeropuerto recibiría 45,5 millones de pesos filipinos en subsidios para la ampliación de la plataforma, la mejora y expansión de la zona de estacionamiento de vehículos, la construcción del sistema de drenaje , y la construcción de otras obras, con una licitación prevista para abrir a los contratistas para el 5 de julio de 2012. 